# La Tierra (Huesca)
La Tierra fue un periódico publicado en la ciudad española de Huesca entre 1921 y 1936.

## Descripción
Fue fundado en 1921 y su primer número data del 1 de julio de 1921, si bien podría haber aparecido previamente, en 1919 con periodicidad semanal. Órgano de la Asociación de Labradores y Ganaderos del Alto Aragón, fue utilizado como vector de propagación de ideas costistas durante la dictadura de Primo de Rivera. En la Biblioteca Virtual de Prensa Histórica hay conservados ejemplares hasta el 29 de agosto de 1936.